# Pan Entertainment
Pan Entertainment (hangul: 주식회사 팬 엔터테인먼트; rr: Jusikhwisa Paen Enteoinmeonteu) é uma empresa produtora de dramas coreanos. Foi estabelecida no mercado em 3 de abril de 1998 sob o nome HS Media Co., Ltd.. Seu escritório principal, chamado The PAN, se localiza no Distrito de Mapo, em Seul.
Seu slogan é "Um mundo de mágicos conteúdos (hangul: 콘텐츠 마법의 세계; rr: Kontencheu mabeob-ui segye)", em tradução literal

## Trabalhos
| Ano  | Título                                | Emissora | Nota(s)                                         |
| ---- | ------------------------------------- | -------- | ----------------------------------------------- |
| 2002 | Winter Sonata                         | KBS2     | parte de "Endless Love Series"                  |
| 2002 | Yi Je-ma, Man of the Sun              | KBS2     |                                                 |
| 2002 | Solitude                              | KBS2     |                                                 |
| 2003 | Summer Scent                          | KBS2     | parte de "Endless Love Series"                  |
| 2003 | Rose Fence                            | KBS2     |                                                 |
| 2004 | Forbidden Love                        | KBS2     |                                                 |
| 2004 | Second Proposal                       | KBS2     |                                                 |
| 2004 | Bang Bang                             | KBS2     | Especial ao vivo da KBS                         |
| 2005 | My Rosy Life                          | KBS2     |                                                 |
| 2005 | The Secret Lovers                     | MBC      |                                                 |
| 2006 | Famous Chil Princesses                | KBS 2    |                                                 |
| 2006 | Thank You, My Life                    | KBS 2    |                                                 |
| 2007 | Unstoppable Marriage                  | KBS1     | em associação com POIBOS Co. Ltd.               |
| 2007 | It's Ok Because I Love You            | KBS 2    |                                                 |
| 2007 | I Am Sam                              | KBS 2    |                                                 |
| 2007 | Several Questions That Make Us Happy  | KBS 2    |                                                 |
| 2007 | My Mom, Supermom                      | KBS 2    | em associação com Naxen Film                    |
| 2008 | Don't Cry My Love                     | MBC      |                                                 |
| 2008 | The Scale of Providence               | SBS      |                                                 |
| 2008 | Cooking Up Romance                    | KBS 2    |                                                 |
| 2008 | Women of the Sun                      | KBS 2    |                                                 |
| 2010 | Brilliant Legacy                      | SBS      |                                                 |
| 2010 | Oh! My Lady                           | SBS      |                                                 |
| 2010 | Daring Women                          | SBS      |                                                 |
| 2010 | Home Sweet Home                       | MBC      |                                                 |
| 2010 | Pure Pumpkin Flower                   | SBS      |                                                 |
| 2011 | The Duo                               | MBC      |                                                 |
| 2011 | Indomitable Daughters-in-Law          | MBC      |                                                 |
| 2012 | Can Love Become Money                 | MBN      |                                                 |
| 2012 | Moon Embracing the Sun                | MBC      |                                                 |
| 2012 | Man from the Equator                  | KBS 2    |                                                 |
| 2012 | Bridal Mask                           | KBS 2    | em associação com Bridal Mask SPC e KBS N       |
| 2012 | My Lover, Madame Butterfly            | SBS      |                                                 |
| 2013 | A Hundred Year Legacy                 | MBC      |                                                 |
| 2013 | Passionate Love                       | SBS      |                                                 |
| 2014 | Golden Cross                          | KBS 2    |                                                 |
| 2014 | Gap-dong                              | tvN      |                                                 |
| 2014 | Mama                                  | MBC      |                                                 |
| 2014 | 4 Legendary Witches                   | MBC      |                                                 |
| 2015 | Kill Me, Heal Me                      | MBC      | em associação com Zhejiang Huace Film & TV [zh] |
| 2015 | Heard It Through the Grapevine        | SBS      | substituiu Paulownia a partir do Ep. 17         |
| 2015 | The Dearest Lady                      | MBC      |                                                 |
| 2016 | The Gentlemen of Wolgyesu Tailor Shop | KBS 2TV  |                                                 |
| 2016 | The Doctors                           | SBS      |                                                 |
| 2016 | Marriage Contract                     | MBC      |                                                 |
| 2017 | Whisper                               | SBS      |                                                 |
| 2017 | Unknown Woman                         | KBS 2TV  |                                                 |
| 2017 | Fight for My Way                      | KBS 2TV  |                                                 |
| 2017 | Hospital Ship                         | MBC      |                                                 |
| 2017 | Temperature of Love                   | SBS      |                                                 |
| 2018 | My Contracted Husband, Mr. Oh         | MBC      |                                                 |
| 2019 | Liver or Die                          | KBS2     | em associação com Chorokbaem Media              |
| 2019 | When the Camellia Blooms              | KBS2     |                                                 |
| 2019 | Never Twice                           | MBC      |                                                 |
| 2020 | Record of Youth                       | tvN      | em associação com Studio Dragon                 |

## Subsidiárias

### Pan Stars Company
Pan Stars Company é uma agência gerenciadora de artistas da Pan Entertainment.

#### Artistas
- Ryu Jin
- Tak Jae-hoon
- Kim Yoon-seo
- Ha Joo-hee
- Choi Sung-jae
- Pyo Ye-jin
- Lee In-ha
- Jeon Ye-seul
- Jung Ji-oh
- Park Joo-hyun